# Castro de Filabres
Castro de Filabres er en by og kommune i det sydøstlige Spanien i provinsen Almería. Den har et indbyggertal på 101 (2024) indbyggere.